# Egri Hittudományi Főiskola és Érseki Papnevelő Intézet
Az Egri Hittudományi Főiskola és Érseki Papnevelő Intézet az Egri főegyházmegye papi szemináriuma. Épülete műemlék.

## Történelem
A papneveldét Telekessy István alapította. Az oktatás 1700-ban kezdődött, és azóta folyamatos. 1844-ben néhány napon át Petőfi Sándor a szeminárium vendége volt.
1951-ig csak helyi egyházmegyés, később már más egyházmegyés diákok, sőt 1989 óta külföldi magyarok is tanulnak itt.

## Oktatás
2018-ban 41 kispap tanult itt, túlnyomórészt az Egri főegyházmegye és a Debrecen-Nyíregyházi egyházmegye papnövendékei. A Váci egyházmegye kispapjai egy előkészítő év után itt folytatják tanulmányaikat.

### Híres diákok
A szemináriumban több híresség is tanult, közülük néhányat az alábbi táblázat tartalmaz: